# Xaver Rüegg
Xaver Rüegg (* 12. November 1993 in Zürich) ist ein Schweizer Jazz- und Improvisationsmusiker (Kontrabass).

## Leben und Wirken
Rüegg begann mit elf Jahren Kontrabass zu spielen und erhielt Unterricht bei Herbert Kramis. Bis 2018 studierte er im Masterstudiengang an der Jazzabteilung der Zürcher Hochschule der Künste bei Dominique Girod, Patrice Moret und Larry Grenadier.
Rüegg leitet gemeinsam mit Tapiwa Svosve, Vojko Huter und Paul Amereller das Fusion-Quartett District Five, mit dem er 2018 bei Intakt Records das Album Decoy veröffentlichte. Zudem ist er Gründungsmitglied des Gamut Kollektivs, das seit 2016 in Zürich Konzerte und Festivals improvisierter Musik konzipiert und durchführt. Gemeinsam mit Philipp Eden und Vincent Glanzmann spielte er die LP Placid (2018) ein. Ferner spielte er im Joscha Schraff Trio, im Trio North of North (mit Chris Wiesendanger, Phelan Burgoyne) und im Max Petersen Standards Trio. Seit 2020 gehört er zudem mit Schlagzeuger Michael Cina zum Trio von Matthieu Mazué, mit dem das Album Cortex (2021) entstand. Weiterhin arbeitete er mit Christoph Irniger, Claudio Strüby und Matthias Tschopp.
2016 war Rüegg Preisträger der Friedl Wald Stiftung. 2017 erhielt er mit District Five den ZKB Jazzpreis, mit dem er 2021 auch mit dem Matthieu Mazue Trio ausgezeichnet wurde.